# Lowden (Iowa)
Lowden – miasto w Stanach Zjednoczonych, w stanie Iowa, w hrabstwie Cedar. W 2000 roku liczyło 794 mieszkańców.